# CUSUM-Regelkarte
Die CUSUM-Regelkarte ist ein Maß der deskriptiven Statistik. Sie gibt an, bei welcher Anzahl der Merkmalsträger in einer empirischen Untersuchung die Merkmalsausprägung größer ist als eine bestimmte Schranke. Die CUSUM-Regelkarte wird berechnet als kumulative Summe der Differenzen zwischen den Datenwerten und den Referenzwerten. CUSUM ist dabei die kumulierte Summe.

## Beschreibung
Der Bezugswert einer CUSUM-Regelkarte ist null. Der Referenzwert ist gleich dem Gehalt einer zertifizierten Standardprobe. Der Referenzwert kann aber auch dem Proben-Mittelwert der Messreihe einer Voranalyse gleichgesetzt werden. In diesem Fall muss der Mittelwert sorgfältig bestimmt werden, damit die Summen gleichmäßig um die Bezugslinie Null streuen.
Die CUSUM-Werte werden in einem Diagramm aufgetragen. Aus diesem Diagramm kann man anschließend leicht erkennen, ob der Prozess und der Mittelwert des Prozesses gleichmäßig bleiben. Wenn man die kumulativen Summen normiert, indem man sie durch die Standardabweichung teilt (normierte kumulative Summen), können CUSUM-Regelkarten leichter untereinander verglichen werden.
Die Wahl der Skalierung der Y-Achse ist wichtig, da bei gestauchten oder langgezogenen CUSUM-Kurven Steigungsänderungen schwieriger zu erkennen sind. Der Skalierungsfaktor der y-Achse wird in Einheiten der Standardabweichung angegeben:
W = q ⋅ s
1 ≤ q ≤ 2
Legende:
W – Skalierungsfaktor
s – Standardabweichung
q – Faktor

## V-Maske
Warn- und Kontrollbereich einer CUSUM-Regelkarte sind durch die sogenannte V-Maske gegeben. Die V-Maske ist eine grafische Konstruktion, die in die CUSUM-Regelkarte eingetragen wird.
Die V-Maske hängt von zwei Parametern ab, die wiederum von der Irrtumswahrscheinlichkeit und der kleinsten Abweichung abhängen. Diese Parameter werden durch eine Gerade mit dem letzten Datenwert verbunden. Dadurch entsteht eine V-Maske. Wenn die Datenwerte innerhalb dieser V-Maske beinhaltet sind, spricht man von einer „In-Controll-Situation“. Von einer „Außer-Controll-Situation“ spricht man, wenn ein Datenwert eine Gerade der V-Maske schneidet.
Ein anderer, älterer Ansatz geht davon aus, dass man einen Grenzwert definiert, ab dem man in den Prozess eingreifen muss.
CUSUM-Regelkarten eignen sich besonders gut zum Erkennen von Mittelwertänderungen. Geringe Steigungsänderungen der CUSUM-Kurve sind oft ohne V-Maske visuell feststellbar. Messungen mit starker Streuung der Messwerte können durch CUSUM-Regelkarten überwacht werden.

## Beispiele

### Beispiel 1
| Zeiteinheit | Datenwert | Referenzwert | Datenwert – Referenzwert | CUSUM Summe |
| ----------- | --------- | ------------ | ------------------------ | ----------- |
| 0           |           |              |                          | 0           |
| 1           | 2         | 5            | −3                       | −3          |
| 2           | 4         | 5            | −1                       | −4          |
| 3           | 7         | 5            | 2                        | −2          |
| 4           | 3         | 5            | −2                       | −4          |
| 5           | 9         | 5            | 4                        | 0           |

Vorgehensweise: Für jede Zeiteinheit wird die Differenz zwischen Datenwert und Messwert gebildet. Diese Differenzen werden für jede Zeiteinheit aufaddiert. Dadurch entsteht eine CUSUM Kurve.

### Beispiel 2
Situation: Die Datenwerte bewegen sich gleichmäßig um den Wert 10. Der Referenzwert ist die 10.
Auswertung: Dadurch, dass die Differenz zwischen Datenwert und dem Referenzwert gebildet wird und diese Differenzen für jede Zeiteinheit aufaddiert werden, bleibt aufgrund der gleichmäßigen Verteilung der Datenwerte um den Wert 10, der CUSUM bei 0. Die positiven Ausreißer und die negativen Ausreißer gleichen sich aus. Es ist somit eine in-Controll-Situation. Es entsteht kein CUSUM Anstieg. Damit ändert sich der Mittelwert des Prozesses nicht und langfristig über den Betrachtungszeitraum bleibt der Prozess kontinuierlich.
Situation:Die Datenwerte steigen langsam von dem Wert 10 an. Der Referenzwert ist 10.
Auswertung: Dadurch, dass die Differenz zwischen Datenwert und dem Referenzwert gebildet wird und diese Differenzen für jede Zeiteinheit aufaddiert werden, steigt der CUSUM Wert langsam aufgrund des langsamen Anstiegs der Datenwerte. Da diese Datenwerte sich nicht gleichmäßig um den Wert 10 befinden, gleichen sich die positiven Ausreißer und die negativen Ausreißer nicht aus. Es ist somit eine Außer-Controll-Situation. Damit wird der Mittelwert des Prozesses langsam größer und langfristig über den Betrachtungszeitraum bleibt der Prozess nicht kontinuierlich.
Situation: Bis zu der Zeiteinheit 60 bleiben die Werte gleichmäßig um den Wert 10 verteilt. Danach steigt der Datenwert dauerhaft sprungartig auf 11. Der Referenzwert ist 10.
Auswertung: Dadurch, dass die Differenz zwischen Datenwert und dem Referenzwert gebildet wird und diese Differenzen für jede Zeiteinheit aufaddiert werden, bleibt der CUSUM Wert bis zu der Zeiteinheit 60 konstant, ab der Zeiteinheit 60 steigt der CUSUM Wert langsam aufgrund der höheren Datenwerte im Vergleich zu den Referenzwerten. Somit steigt der CUSUM Wert pro Zeiteinheit im Mittel um 1. Es ist somit eine Außer-Controll-Situation. Damit wird der Mittelwert des Prozesses langsam größer und langfristig über den Betrachtungszeitraum bleibt der Prozess nicht kontinuierlich.